# Øre (møntenhed)
 For alternative betydninger, se Øre (flertydig). (Se også artikler, som begynder med Øre)
Øre er en møntenhed (100 øre = 1 krone) i Danmark, Norge, Sverige og Island. Ordet er et germansk lån fra latin aureus = gylden. Enheden udtrykker i dag hundrededele af grundenheden kroner. I middelalderen var det en skandinavisk regnemønt med værdien 1/8 mark, men ved oprettelsen af den skandinaviske møntunion i 1873 blev den nuværende værdi i forhold til kroner fastsat.
Som mønt eksisterede 1 øre – sammen med 2 øre – i Danmark frem til 1. april 1973 med sidste mulighed for omveksling 30. juni samme år. 5 og 10 øre mønterne blev afskaffet i 1989 og 25 øre mønten den 1. oktober 2008.
På nuværende tidspunkt er det blot i Danmark, øremønter (50 øre) benyttes som betalingsmiddel. I Sverige, Norge og Island har man helt afskaffet ørene så deres mindste mønt er altså 1 krone.